# Persone di nome Pablo/Calciatori
| Questa pagina contiene informazioni ricavate automaticamente dalle voci biografiche con l'ausilio del template Bio e di un bot. L'aggiornamento è periodico e automatico e ricostruisce completamente la pagina. Se manca una persona in questa lista, sei pregato di non aggiungerla, ma accertati piuttosto che la sua voce biografica contenga il template Bio e che i dati anagrafici siano correttamente compilati. Se il template Bio manca, inseriscilo tu stesso o, in alternativa, metti l'avviso {{tmp\|Bio}} che ne segnala la mancanza. Se i dati riportati sono sbagliati, correggi direttamente la voce biografica; le modifiche saranno visibili in questa lista entro pochi giorni. Per chiarimenti vedi il progetto antroponimi. La lista contiene solo le 203 persone che sono citate nell'enciclopedia e per le quali è stato implementato correttamente il template Bio. Pagina aggiornata al 6 ago 2025. |

Questa è una lista di persone presenti nell'enciclopedia che hanno il nome Pablo e sono calciatori.

## A(11)
- Pablo Abdala, ex calciatore argentino (Rosario, n. 1972)
- Pablo Adorno, calciatore paraguaiano (Asunción, n. 1996)
- Pablo César Aguilar, calciatore paraguaiano (Luque, n. 1987)
- Pablo Andrés Aguilar, ex calciatore argentino (Villa Mercedes, n. 1984)
- Pablo Alvarado, calciatore argentino (El Calafate, n. 1986)
- Pablo Ansaldo, calciatore e allenatore di calcio ecuadoriano (Guayaquil, n. 1935 - Guayaquil, † 2016)
- Pablo Arboine, calciatore costaricano (Guápiles, n. 1998)
- Abel Argañaraz, calciatore argentino (Villa 9 de Julio, n. 1998)
- Pablo Armero, ex calciatore colombiano (San Andrés de Tumaco, n. 1986)
- Pablo Aránguiz, calciatore cileno (Independencia, n. 1997)
- Pablo Aurrecochea, ex calciatore uruguaiano (Artigas, n. 1981)

## B(15)
- Mauricio Baldivieso, ex calciatore boliviano (Cochabamba, n. 1996)
- Pablo Barrera, calciatore messicano (Tlalnepantla, n. 1987)
- Pablo Barrientos, ex calciatore argentino (Comodoro Rivadavia, n. 1985)
- Pablo Barrios, calciatore spagnolo (Madrid, n. 2003)
- Pablo Bartolucci, calciatore argentino (n. 1902 - † 1975)
- Pablo Barzola, ex calciatore argentino (San Martín, n. 1983)
- Pablo Bastianini, ex calciatore argentino (Zárate, n. 1982)
- Pablo Becker, ex calciatore argentino (Los Quirquinchos, n. 1992)
- Pablo Bennevendo, calciatore messicano (Città del Messico, n. 2000)
- Ramiro Bentancur, ex calciatore uruguaiano (Melo, n. 1989)
- Pablo Blanco, ex calciatore e dirigente sportivo spagnolo (Siviglia, n. 1951)
- Pablo Bonilla, calciatore venezuelano (Acarigua, n. 1999)
- Pablo Brandán, ex calciatore argentino (Merlo, n. 1983)
- Pablo Brenes, ex calciatore costaricano (San Isidro de El General, n. 1982)
- Pablo Burzio, calciatore argentino (Bulnes, n. 1992)

## C(21)
- Pablo Caballero Cáceres, ex calciatore paraguaiano (Asunción, n. 1972)
- Pablo Caballero González, ex calciatore uruguaiano (Minas, n. 1987)
- Pablo Nicolás Caballero, calciatore argentino (Totoras, n. 1986)
- Pablo Eduardo Caballero, calciatore uruguaiano (Montevideo, n. 1987)
- Pablo Cáceres Rodríguez, ex calciatore uruguaiano (Montevideo, n. 1985)
- Pablo Calandria, ex calciatore argentino (Ituzaingó, n. 1982)
- Pablo Camacho, calciatore venezuelano (Caracas, n. 1990)
- Pablo Campos, ex calciatore brasiliano (Rio de Janeiro, n. 1983)
- Pablo Cardozo, ex calciatore australiano (Buenos Aires, n. 1972)
- Pablo Castro, ex calciatore uruguaiano (Montevideo, n. 1985)
- Pablo Centurión, calciatore paraguaiano (n. 1926)
- Pablo Ceppelini, calciatore uruguaiano (Montevideo, n. 1991)
- Pablo Chavarría, calciatore argentino (Las Perdices, n. 1988)
- Pablo Chinchilla, ex calciatore costaricano (San José, n. 1978)
- Pablo Clavería, calciatore spagnolo (Madrid, n. 1996)
- Pablo Contreras, ex calciatore cileno (Santiago del Cile, n. 1978)
- Pablo Corral, calciatore cileno (Ovalle, n. 1992)
- Pablo Cortizo, calciatore argentino (La Plata, n. 1989)
- Pablo Cuadra, calciatore argentino (San Nicolás de los Arroyos, n. 1995)
- Pablo Sebastián Cuevas, calciatore argentino (Formosa, n. 1994)
- Pablo Cuñat, calciatore spagnolo (Valencia, n. 2002)

## D(10)
- Pablo Dacal, calciatore uruguaiano (Montevideo, n. 1886 - † 1961)
- Franco Dolci, ex calciatore argentino (Córdoba, n. 1984)
- Pablo Dorado, calciatore uruguaiano (Montevideo, n. 1908 - Montevideo, † 1978)
- Pablo Durán, calciatore spagnolo (Tomiño, n. 2001)
- Pablo Javier Díaz Stalla, ex calciatore spagnolo (Buenos Aires, n. 1971)
- Pablo de Lucas, ex calciatore spagnolo (Elche, n. 1986)
- Pablo Dyego, calciatore brasiliano (Rio de Janeiro, n. 1994)
- Pablo de Barros, ex calciatore brasiliano (São João Nepomuceno, n. 1988)
- Pablo de Blasis, calciatore argentino (La Plata, n. 1988)
- Pablo Roberto, calciatore brasiliano (São Francisco, n. 1999)

## E(1)
- Justice, ex calciatore equatoguineano (Malabo, n. 1986)

## F(5)
- Nicolás Fernández, calciatore uruguaiano (Paysandú, n. 2003)
- Pablo Fontanello, calciatore argentino (Lincoln, n. 1984)
- Pablo Fornals, calciatore spagnolo (Castellón de la Plana, n. 1996)
- Pablo Furtado, calciatore uruguaiano (Tacuarembó, n. 2004)
- Pablo Thomaz, calciatore brasiliano (Ribeirão Preto, n. 1999)

## G(21)
- Pablo Couñago, ex calciatore spagnolo (Redondela, n. 1979)
- Pablo Gaglianone, ex calciatore uruguaiano (Montevideo, n. 1976)
- Pablo Gaitán, calciatore argentino (Capitán Bermúdez, n. 1992)
- Pablo Galdames Millán, calciatore cileno (Santiago del Cile, n. 1996)
- Pablo Gallardo, ex calciatore spagnolo (Siviglia, n. 1986)
- Ariel Gamarra, calciatore paraguaiano (San Miguel, n. 2003)
- Pablo Ganet, calciatore spagnolo (Malaga, n. 1994)
- Pablo García Carrasco, calciatore spagnolo (Gijón, n. 2000)
- Pablo Javier García, calciatore uruguaiano (Montevideo, n. 1998)
- Gastón Gerzel, calciatore argentino (Resistencia, n. 2000)
- Pablo Giménez, ex calciatore paraguaiano (Juan de Mena, n. 1981)
- Pablo González, ex calciatore cileno (Santiago, n. 1986)
- Pablo González, calciatore messicano (Puebla de Zaragoza, n. 1992)
- Pablo Agustín González Ferrón, calciatore uruguaiano (Rivera, n. 1995)
- Pablo González Juárez, calciatore spagnolo (Almuñécar, n. 1993)
- Pablo Matías González Maciel, calciatore uruguaiano (Montevideo, n. 1996)
- Pablo Gozálbez, calciatore spagnolo (Canet d'En Berenguer, n. 2001)
- Pablo Guiñazú, ex calciatore argentino (Córdoba, n. 1978)
- Pablo Gállego, calciatore spagnolo (Huesca, n. 1993)
- Pablo Hernán Gómez, calciatore argentino (Mendoza, n. 1977 - Ixmiquilpan, † 2001)
- Pablo Maia, calciatore brasiliano (Brazópolis, n. 2002)

## H(5)
- Pablo Heredia, calciatore argentino (Río Grande, n. 1990)
- Pablo Fernando Hernández, ex calciatore uruguaiano (Montevideo, n. 1976)
- Pablo Hernández Domínguez, ex calciatore spagnolo (Castellón de la Plana, n. 1985)
- Pablo Herrera Barrantes, calciatore costaricano (Alajuela, n. 1987)
- Pablo Hervías, calciatore spagnolo (Logroño, n. 1993)

## I(5)
- Pablo Ibáñez, ex calciatore spagnolo (Madrigueras, n. 1981)
- Pablo Ibáñez, calciatore spagnolo (Pamplona, n. 1998)
- Pablo Infante, ex calciatore spagnolo (Burgos, n. 1980)
- Pablo Insua, calciatore spagnolo (Arzúa, n. 1993)
- Pablo Islas, ex calciatore argentino (Buenos Aires, n. 1979)

## J(1)
- Pablo Jáquez, calciatore messicano (Città del Messico, n. 1995)

## L(14)
- Pablo Lacoste, calciatore uruguaiano (Montevideo, n. 1988)
- Pablo Larios, calciatore messicano (Zacatepec de Hidalgo, n. 1960 - Puebla de Zaragoza, † 2019)
- Pablo Larrea, calciatore spagnolo (Madrid, n. 1994)
- Pablo Lavandeira, calciatore uruguaiano (Montevideo, n. 1990)
- Pablo Ledesma, ex calciatore argentino (La Falda, n. 1984)
- Maximiliano Lemos, calciatore uruguaiano (Rivera, n. 1993)
- Pablo Lima Gualco, calciatore uruguaiano (Montevideo, n. 1990)
- Pablo Lima, ex calciatore uruguaiano (Montevideo, n. 1981)
- Pablo Diogo, calciatore brasiliano (Campinas, n. 1992)
- Pablo Darío López, ex calciatore argentino (Lomas de Zamora, n. 1982)
- Pablo Lugüercio, ex calciatore argentino (La Plata, n. 1982)
- Pablo Nicolás López, calciatore uruguaiano (Paso de los Toros, n. 1996)
- Pablo César López, calciatore messicano (Santiago de Querétaro, n. 1998)
- Pablo López, calciatore uruguaiano (Trinidad, n. 2002)

## M(24)
- Pablo Maffeo, calciatore argentino (Sant Joan Despí, n. 1997)
- Pablo Magnín, calciatore argentino (San Jerónimo Norte, n. 1990)
- Pablo Malinarich, ex calciatore argentino (Mar del Plata, n. 1973)
- Pablo Marí, calciatore spagnolo (Valencia, n. 1993)
- Pablo Marín, calciatore spagnolo (Logroño, n. 2003)
- Martín Marta, calciatore uruguaiano (Ciudad de la Costa, n. 1997)
- Pablo Martinez, calciatore francese (Martigues, n. 1989)
- Pablo Martínez, calciatore spagnolo (n. 1998)
- Pablo Martínez Morales, ex calciatore paraguaiano (Asunción, n. 1996)
- Pablo Marín, ex calciatore ecuadoriano (Cantone di Biblián, n. 1965)
- Pablo Mazza, calciatore argentino (Pergamino, n. 1989)
- Pablo Melgar, calciatore guatemalteco (Città del Guatemala, n. 1980)
- Pablo Melo, ex calciatore uruguaiano (Rivera, n. 1982)
- Pablo Mendoza, ex calciatore venezuelano
- Pablo Metlich, ex calciatore messicano (Gómez Palacio, n. 1978)
- Pablo Meza, calciatore paraguaiano (Luque, n. 1997)
- Pablo Migliore, ex calciatore argentino (Buenos Aires, n. 1982)
- Pablo Minissale, calciatore argentino (San Martín, n. 2001)
- Matías Molina, calciatore argentino (Ezeiza, n. 1993)
- Pablo Monroy, calciatore messicano (Pachuca, n. 2002)
- Pablo Moreno, calciatore spagnolo (Granada, n. 2002)
- Pablo Mouche, calciatore argentino (San Martín, n. 1987)
- Pablo Munhoz, ex calciatore uruguaiano (Rivera, n. 1982)
- Pablo Míguez, calciatore uruguaiano (Montevideo, n. 1987)

## N(2)
- Pablo Nascimento Castro, calciatore brasiliano (São Luís, n. 1991)
- Pablo Nassar, ex calciatore costaricano (n. 1977)

## O(4)
- Pablo Orbaiz, ex calciatore spagnolo (Pamplona, n. 1979)
- Pablo Ortíz, calciatore colombiano (San Andrés de Tumaco, n. 2000)
- Pablo Ortíz Orozco, calciatore messicano (Colima, n. 2002)
- Daniel Osvaldo, ex calciatore argentino (Lanús, n. 1986)

## P(18)
- Pablo Pacheco, calciatore peruviano (n. 1908 - † 1982)
- Pablo Pagis, calciatore francese (Montbéliard, n. 2002)
- Pablo Palacios Alvarenga, calciatore paraguaiano (Coronel Oviedo, n. 1988)
- Pablo Palacios, ex calciatore ecuadoriano (Quito, n. 1982)
- Pablo Pallante, ex calciatore uruguaiano (Montevideo, n. 1979)
- Pablo Parra, calciatore cileno (Chillán, n. 1994)
- Pablo Pasache, calciatore peruviano (n. 1915 - † 1990)
- Pablo Paz, ex calciatore argentino (Bahía Blanca, n. 1973)
- Agustín Pereira, calciatore uruguaiano (Montevideo, n. 2001)
- Pablo Felipe Pereira de Jesus, calciatore portoghese (Braga, n. 2004)
- Pablo Piatti, ex calciatore argentino (La Carlota, n. 1989)
- Pablo Pinillos, ex calciatore spagnolo (Murillo de Río Leza, n. 1974)
- Pablo Pintos, ex calciatore uruguaiano (Montevideo, n. 1987)
- Pablo Podio, calciatore argentino (La Playosa, n. 1989)
- Pablo Punyed, calciatore salvadoregno (Miami, n. 1990)
- Gavi, calciatore spagnolo (Los Palacios y Villafranca, n. 2004)
- Pablo Pérez Rodríguez, calciatore spagnolo (Gijón, n. 1993)
- Pablo Pérez, ex calciatore argentino (Rosario, n. 1985)

## R(12)
- Pablo Santos, calciatore brasiliano (Tomé-Açu, n. 1992)
- Pablo Ricchetti, ex calciatore argentino (Buenos Aires, n. 1977)
- Pablo Rodríguez Aracil, ex calciatore spagnolo (Valencia, n. 1985)
- Pablo Rodríguez, calciatore spagnolo (Las Palmas de Gran Canaria, n. 2001)
- Pablo Rodríguez, ex calciatore spagnolo (Turón, n. 1955)
- Pablo Rosales, calciatore argentino (La Plata, n. 1992)
- Pablo Rosario, calciatore dominicano (Amsterdam, n. 1997)
- Pablo Rotchen, ex calciatore argentino (Buenos Aires, n. 1973)
- Nicolás Royón, calciatore uruguaiano (Las Piedras, n. 1991)
- Pablo Ruiz Barrero, ex calciatore spagnolo (Siviglia, n. 1981)
- Pablo Martín Ruiz, calciatore argentino (Buenos Aires, n. 1987)
- Pablo Enrique Ruíz, calciatore argentino (Comodoro Rivadavia, n. 1998)

## S(12)
- Pablo Sabbag, calciatore siriano (Barranquilla, n. 1997)
- Pablo Salazar, ex calciatore costaricano (San José, n. 1982)
- Pablo Santillo, ex calciatore argentino (Buenos Aires, n. 1980)
- Pablo Sarabia, calciatore spagnolo (Madrid, n. 1992)
- Pablo Sicilia, ex calciatore spagnolo (Las Palmas, n. 1981)
- Pablo Siles, calciatore uruguaiano (Melo, n. 1997)
- Pablo Silva, calciatore uruguaiano (Montevideo, n. 1984)
- Martín Silvera, ex calciatore uruguaiano (Melo, n. 1995)
- Pablo Sisniega, calciatore messicano (Città del Messico, n. 1995)
- Pablo Solari, calciatore argentino (Arizona, n. 2001)
- Pablo Suárez, calciatore uruguaiano (Montevideo, n. 2005)
- Pablo Sánchez, ex calciatore spagnolo (Cadice, n. 1993)

## T(7)
- Pablo Tamburrini, ex calciatore cileno (Santiago del Cile, n. 1990)
- Pablo Felipe Teixeira, calciatore brasiliano (Londrina, n. 1992)
- Pablo Thiam, ex calciatore guineano (Conakry, n. 1974)
- Pablo Tomeo, calciatore spagnolo (Alloza, n. 2000)
- Pablo Torre, calciatore spagnolo (Soto de la Marina, n. 2003)
- Pablo Trigueros, calciatore spagnolo (Herreruela de Oropesa, n. 1993)
- Pablo Trobbiani, ex calciatore argentino (Elche, n. 1976)

## V(9)
- Pablo Vaca, calciatore boliviano (Santa Cruz de la Sierra, n. 2002)
- Pablo Valcarce, calciatore spagnolo (Ponferrada, n. 1993)
- Pablo Vegetti, calciatore argentino (Santo Domingo, n. 1988)
- Pablo Velázquez, calciatore paraguaiano (Asunción, n. 1987)
- Pablo Alejandro Verón, ex calciatore argentino (Buenos Aires, n. 1982)
- Pablo Vitti, ex calciatore argentino (Rosario, n. 1985)
- Pablo Viudez, calciatore uruguaiano (Montevideo, n. 2004)
- Pablo Vranjicán, calciatore argentino (Acebal, n. 1985)
- Pablo Vázquez, calciatore spagnolo (Gandia, n. 1994)

## Z(1)
- Pablo Zeballos, calciatore paraguaiano (Lambaré, n. 1986)

## Á(4)
- Pablo Álvarez Menéndez, ex calciatore uruguaiano (Montevideo, n. 1985)
- Pablo Sebastián Álvarez, ex calciatore argentino (San Martín, n. 1984)
- Pablo Álvarez Núñez, ex calciatore spagnolo (Oviedo, n. 1980)
- Pablo Álvarez García, calciatore spagnolo (Langreo, n. 1997)

## Í(1)
- Pablo Íñiguez, calciatore spagnolo (Burgos, n. 1994)